# Instant Replay (албум)
Instant Replay седми је албум групе Тhe Monkees, објављен 1969. године. Ово је први албум у којем се не појављује Петер Торк.

## Списак песама[2]
Прва страна
- 1. Through the Looking Glass (Red Baldwin, Tommy Boyce, Bobby Hart) – 2:41
- 2. Don't Listen to Linda (Boyce, Hart) – 2:45
- 3. I Won't Be the Same Without Her (Gerry Goffin, Carole King) – 2:38
- 4. Just a Game (Micky Dolenz) – 1:463
- 5. Me Without You (Boyce, Hart) – 2:08
- 6. Don't Wait for Me (Michael Nesmith) – 2:34

Друга страна
- 7. You and I (Bill Chadwick, David Jones) – 2:10
- 8. While I Cry (Nesmith) – 2:57
- 9. Tear Drop City (Boyce, Hart) – 2:01
- 10. The Girl I Left Behind Me (Neil Sedaka, Carole Bayer Sager) – 2:40
- 11. A Man Without a Dream (Goffin, King) – 2:58
- 12. Shorty Blackwell (Dolenz) – 5:42

Бонус
Рино Рецордс је 1995. године поново издао албум са седам нумера: 
- 13. Someday Man (Roger Nichols, Paul Williams) – 2:40
- 14. Carlisle Wheeling (Nesmith) – 3:11
- 15. Rosemarie (Dolenz) – 2:15
- 16. Smile (Jones) – 2:20
- 17. St. Matthew (Nesmith) – 2:44
- 18. Me Without You (Boyce, Hart) – 2:12
- 19. Through the Looking Glass (Baldwin, Boyce, Hart) – 2:48